# Комендантов, Николай Иванович
Николай Иванович Комендантов (1929 — 1989) — советский хозяйственный, государственный и политический деятель, генеральный директор специализированного производственного объединения совхозов «Детскосельское» Тосненского района Ленинградской области. Герой Социалистического Труда.

## Биография
Родился 16 августа 1929 года в деревне Подмошье Горицкого района Кимрского округа Московской области (ныне — Кимрского района Тверской области) в крестьянской семье.
Трудовую деятельность начал в Великую Отечественную войну в 16 лет в 1945 году. С 1953 работал бригадиром животноводства в Тосненском районе Ленинградской области. В 1962 году вступил в КПСС.
В 1969—1978 годах — директор совхоза имени Тельмана, а с 1978 года — генеральный директор специализированного производственного объединения совхозов «Детскосельское» Тосненского района Ленинградской области.
Руководя совхозом, а затем объединением совхозов, выработал свой стиль руководства, постоянно учился, искал эффективные решения, опирался на специалистов и тружеников хозяйств, ценил в людях инициативу, скромность и трудолюбие. Всегда был полон творческой энергии, умел мобилизовать коллективы на максимальный рост производства молока, мяса, овощей. За высокие трудовые достижения неоднократно награждался орденами и медалями.
Указом Президиума Верховного Совета СССР от 12 марта 1982 года за достижение высоких результатов и трудовой героизм, проявленный в выполнении планов и социалистических обязательств по увеличению производства и продажи государству зерна и других сельскохозяйственных продуктов в 1981 году, Комендантову Николаю Ивановичу присвоено звание Героя Социалистического Труда с вручением ордена Ленина и золотой медали «Серп и Молот».
Лауреат Государственной премии СССР.
Избирался членом Ленинградского обкома (с 1971) и Тосненского горкома КПСС, депутатом Ленинградского областного и Тосненского городского Советов.
Жил в Тосненском районе Ленинградской области. Умер 25 июля 1989 года, похоронен в Тосненском районе.

## Награды
- Золотая медаль «Серп и Молот» (12.03.1982);
- орден Ленина (06.09.1973)
- орден Ленина (24.02.1978)
- орден Ленина (12.03.1982)
- орден Трудового Красного Знамени (08.04.1971)
- Медаль «За освоение целинных земель»
- Медаль «В ознаменование 100-летия со дня рождения Владимира Ильича Ленина» (1970)
- Медаль «За трудовую доблесть»(30.04.1966)
- Медалями ВДНХ СССР
- и другими
- Отмечен дипломами и почётными грамотами.